# Ejál (organizace)

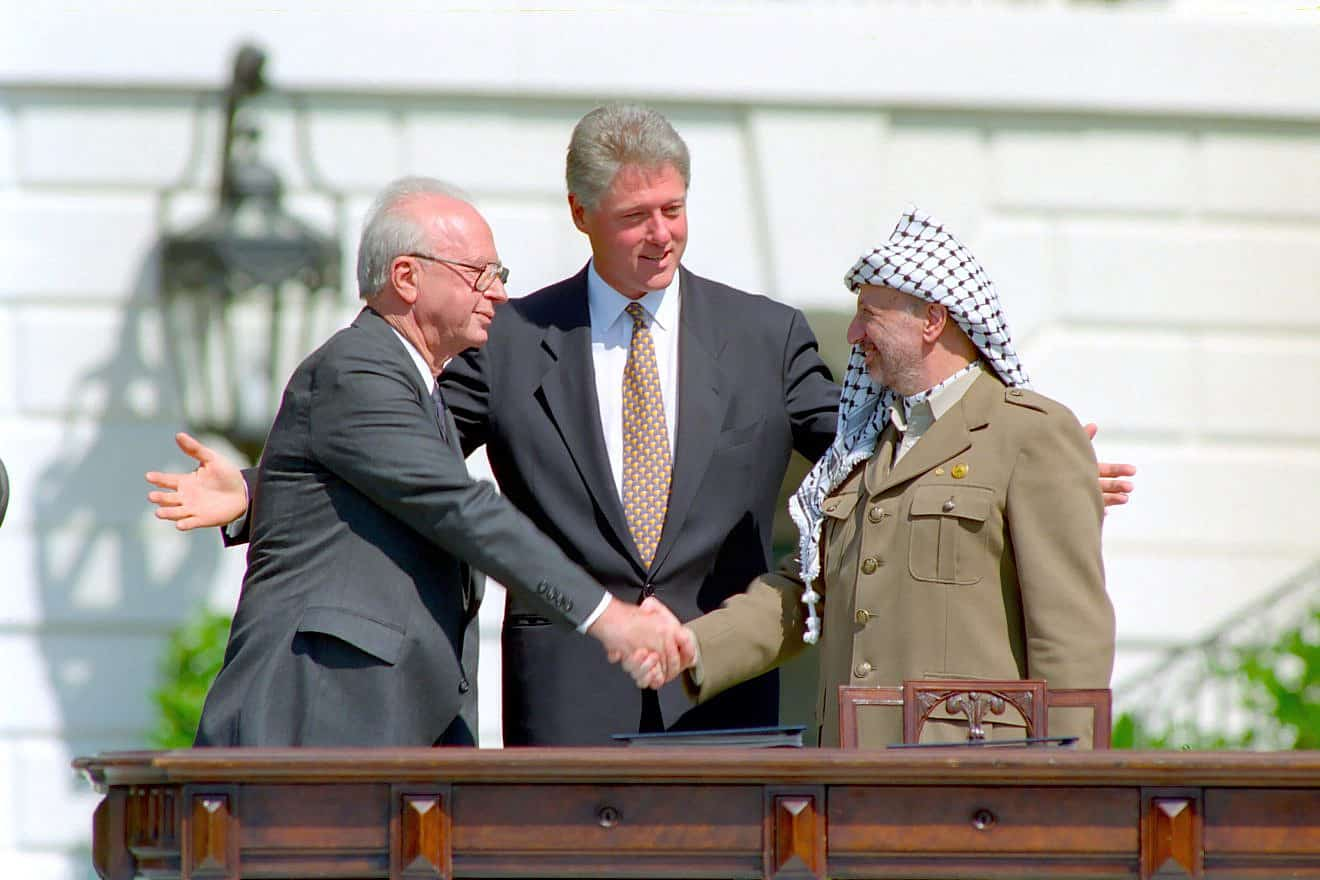
Mírový proces, vedený izraelským premiérem Jicchakem Rabinem, byl trnem v očích bojové organizace Ejál

Ejál byla izraelská radikální kahanistická organizace, kterou založil v roce 1992 student a pracovník Šin Bet Avišaj Raviv.

## Historie
Skupina se hlásila k odkazu organizace Lechi a její přívrženci skládali přísahu u hrobu Avrahama Sterna. Ejál na sebe upoutal pozornost různými protiarabskými bojůvkami v Hebronu a v polovině 90. let také plakátem Jicchaka Rabina v nacistické uniformě.
Členem Ejálu byl i atentátník na izraelského premiéra Jicchaka Rabina, Jigal Amir.